# Gauliga Mittelrhein
La Gauliga Mittelrhein era la principale manifestazione calcistica nel centro e nel sud della Provincia del Reno fra il 1933 ed il 1941. In questo anno la Gauliga venne divisa in due: vennero create la Gauliga Köln-Aachen e la Gauliga Moselland; in quest'ultima confluirono anche le squadre della regione belga di Eupen-Malmedy e quelle del Lussemburgo.

## Storia
La lega venne introdotta ne 1933 in occasione della riforma del sistema calcistico tedesco. Fu fondata con undici club che si sfidavano in un girone all'italiana: il vincitore si qualificava per il campionato nazionale tedesco, mentre le ultime tre classificate retrocedevano. In seguito il numero delle squadre cambiò, inoltre nella stagione 1939-1940 vennero creati due gironi con in totale tredici club. Dalla stagione successiva venne ristabilito il girone unico, ma fu l'ultima: il campionato fu diviso in due: vennero create la Gauliga Köln-Aachen e la Gauliga Moselland; in quest'ultima confluirono le squadre della regione Belga di Eupen-Malmedy e quelle lussemburghesi.
Nel dopoguerra le squadre tedesche aderirono alla neonata Oberliga Südwest.

## Vincitori e piazzati della Gauliga Mittelrhein
Di seguito vengono riportati il vincitore e il piazzato del campionato:
| Stagione | Vincitore       | Secondo posto        |
| 1933-34  | Mülheimer SV 06 | VfR Köln 04          |
| 1934-35  | VfR Köln 04     | Kölner CfR           |
| 1935-36  | Kölner CfR      | TuRa Bonn            |
| 1936-37  | VfR Köln 04     | Kölner CfR           |
| 1937-38  | Beuel           | Alemannia Aquisgrana |
| 1938-39  | SpVgg Sülz 07   | SSV Troisdorf 05     |
| 1939-40  | Mülheimer SV 06 | SSV Troisdorf 05     |
| 1940-41  | VfL Colonia     | VfR Köln 04          |

## Vincitori e piazzati della Köln-Aachen
Di seguito vengono riportati il vincitore e il piazzato del campionato:
| Stagione | Vincitore                  | Secondo posto |
| 1941-42  | VfL Colonia                | VfR Köln 04   |
| 1942-43  | SV Victoria 11 Köln        | VfR Köln 04   |
| 1943-44  | KSG VfL Colonia/SpVgg Sülz | Düren 99      |

## Vincitori e piazzati della Gauliga Moselland
Di seguito vengono riportati il vincitore e il piazzato del campionato:
| Stagione | Vincitore        | Secondo posto           |
| 1941-42  | Stadt Düdelingen | Eintracht Bad Kreuznach |
| 1942-43  | Neuendorf        | FK Niederkorn           |
| 1943-44  | Neuendorf        | Schwarz-Weiß 07 Esch    |